# Међународно студентско такмичење из програмирања
Међународно студентско такмичење из програмирања (скраћено ИЦПЦ) међународно је годишње академско такмичење између универзитета широм света које спонзорише IBM. Са седиштем на Универзитету Бејлор и аутономним регионима на шест континената, ИЦПЦ је под управом Вилијама Б. Поучера, извршног директора и професора на поменутом универзитету, а ради под покровитељством АЦМ-а.

## Историја
Међународно студентско такмичење, ИЦПЦ, почело је са својим првих такмичењем 1970. године које је одржао Епсилон Пај Епсилон универзитет. Ово такмичење названо је Првим тексашким студентским такмичењем и сваки универзитет био је представљен од стране 4 такмичара. Коришћени су рачунари модела 360-65 који су били једни од првих машина са DAT системом приступа меморије. Занимљиво је да је почетак такмичења био одложен на 90 минута зато што су 2 од 4 „меморијске картице” изгубиле сигнал. Неки од тимова који су учествовали су Тексас A&M, Тексас тек, Универзитет Хјустон и 5 или 6 осталих тексашких универзитета. Постојала су 3 проблема и одређено време за које треба исти да буду решени. Језик коришћен на тим такмичењима је био Фортран. Програми су били писани на кодираним листовима, који су били коришћени за проверу тачности решења. Хјустон универзитет се нашао на првом месту јер је први и једини успео да реши задате проблеме. Друго и треће место није успело успешно да реши сва три задатка. Од 1977. до 1989. такмичење је имало тимове искључиво из Канаде и САД.
Од почетка спонзорства IBMа 1997. године АЦМ се невероватно проширио. Почетком 1997. године, 840 тимова из 560 универзитета је учествовало на овом такмичењу. Број тимова расте 10-20% сваке године.
АЦМ-ИЦПЦ или „светско првенство” последња је фаза такмичења. Последњих година ова фаза одржава се у неким од најлепших крајева света и траје 4 дана.

## Правила такмичења
ИЦПЦ је тимско такмичење. Тренутно правило је да се сваки тим састоји од 3 такмичара. Такмичари морају бити из истог универзитета, који су имали 5 или мање година студија. Студенти који су се такмичили до 2 пута на светском првенству или 5 пута на регионалном такмичењу немају право да се поново такмиче.
Током такмичења, тимови добијају 5 сати да реше између 8 и 12 проблема. Једни од подржаних језика су C, C++, Јава или Пајтон (такође није гарантовано да је сваки проблем решив у Пајтону). Након пријављених решења они пролазе кроз системско тестирање. Ако решење избаци погрешан одговор, тим је обавештен да треба да испоручи друго решење. Победник је онај тим који испоручи највише решења. Да би се тимови рангирали због подела медаља и похвала, организатори такође гледају и време и ефикасност од тимова.
На пример, размотримо ситуацију 2 тима, црвени и плави, нерешено јер су решили 2 проблема. Црвени тим је пријавио решење А и Б у 1:00 и 2:45 након почетка такмичења. Имали су одбачен одговор на проблему Ц, али је игнорисано јер нису решили тај проблем успешно. Плави тим је пријавио решење А и Ц у 1:20 и 2:00 након почетка. Такође су и они имали једно погрешно пријављено решење за проблем Ц. Тада, време за црвени тим је 1:00+2:45=3:45 и 1:20+2:00+0:20=3:40 за плави тим што значи да је плави тим победио.
У поређењу са осталим такмичењима (на пример, ИОИ), ИЦПЦ је карактерисан по великом броју проблема (8 или више за само 5 сати). Такође занимљивост је да један тим користи један рачунар.

## Листе такмичара и победника до финала (2015)
|    | Ранг | Земља           | Институција                         | Кандидати                                       | Број решених задатака |
| -- | ---- | --------------- | ----------------------------------- | ----------------------------------------------- | --------------------- |
| 1  | 1    | Русија          | ITMO                                | Генади Короткевич, Артем Васиљев, Борис Минајев | 13                    |
| 2  | 3    | Јапан           | Универзитет у Токију                |                                                 | 11                    |
| 3  | 4    | Кина            | Универзитет Цингуа                  |                                                 | 10                    |
| 4  | 6    | САД             | Универзитет Калифорније (Беркли)    |                                                 | 10                    |
| 5  | 7    | Хрватска        | Свеучилиште у Загребу               |                                                 | 10                    |
| 6  | 8    | Чешка Република | Карлов универзитет у Прагу          |                                                 | 10                    |
| 7  | 11   | Јужна Кореја    | Универзитет у Кореји                |                                                 | 9                     |
| 8  | 12   | Пољска          | Универзитет у Варшави               |                                                 | 9                     |
| 9  | 13   | Канада          | Универзитет Онтарио                 |                                                 | 9                     |
| 10 | 15   | Белорусија      | Белоруски универзитет               |                                                 | 8                     |
| 11 | 15   | Украјина        | Универзитет у Лавову                |                                                 | 8                     |
| 12 | 15   | Иран            | Универзитет Шариф технологије       |                                                 | 8                     |
| 13 | 15   | Аргентина       | Факултет Циенциас                   |                                                 | 8                     |
| 14 | 28   | Шведска         | Ројал институт технологије          |                                                 | 7                     |
| 15 | 28   | Република Кина  | Универзитет Тајван                  |                                                 | 7                     |
| 16 | 28   | Сингапур        | Национални универзитет у Сингапуру  |                                                 | 7                     |
| 17 | 28   | Бразил          | Универзитет Сао Пауло               |                                                 | 7                     |
| 18 | 28   | Шпанија         | Политехнички универзитет Каталоније |                                                 | 7                     |
| 19 | 28   | Румунија        | Универзитет у Букурешту             |                                                 | 7                     |
| 20 | 51   | Немачка         | Ерланген-Нуремберг универзитет      |                                                 | 6                     |
| 21 | 51   | Бангладеш       | Универзитет Јахангиранагар          |                                                 | 6                     |
| 22 | 51   | Вијетнам        | Национални универзитет у Вијетнаму  |                                                 | 6                     |
| 23 | 51   | Аустралија      | Универзитет у Новом Јужном Велсу    |                                                 | 6                     |
| 24 | 64   | Швајцарска      | ЕТХ Цирих                           |                                                 | 5                     |
| 25 | 64   | Казахстан       | Универзитет Назарбајев              |                                                 | 5                     |
| 26 | 64   | Египат          | Амерички универзитет у Каиру        |                                                 | 5                     |
| 27 | 64   | Перу            | Универзитет Католика де Сан Пабло   |                                                 | 5                     |
| 28 | 64   | Данска          | Универзитет у Копенхагену           |                                                 | 5                     |
| 29 | 64   | Индија          | Индијски институт технологије       |                                                 | 5                     |

## Финала 2004—2017.

### Финале 2004.
Светско првенство 2004. ИЦПЦ-а је одржано у градској кући у Прагу, од стране Чешког техничког универзитета. У елиминационој рунди такмичило се 3.150 тимова са 1.411 универзитета из 75 земаља, од којих су 73 прошли на светско првенство. Санкт Петербург институт за механику и оптику из Русије однео је победу, решивши 7 од 10 проблема. Златну медаљу су однели Санкт Петербург институт за механику и оптику, КХТ - Ројал институт технологије (Шведска), Белоруски универзитет и Перм универзитет (Русија).

### Финале 2005.
Финале 2005. године одржано је у Пудног Шангрила хотелу у Шангају 6. априла 2005. Од 4.109 тимова са 1.582 универзитета из 71 државе, 78 њих ушло је у светско финале. Универзитет у Шангају је освојио своју другу светску титулу, решивши 8 од 10 проблема. Злато су однели Шангај Јиаотоног, Универзитет у Москви, Санкт Петербург институт за механику и оптику (Русија) и Универзитет у Ватерлуу (Канада).

### Финале 2006.
Финале 2006. године одржано је у Сан Антонију у Тексасу, а домаћин је био Универзитет Бејлор. У последњој рунди такмичило се 5.606 тимова са 1.733 универзитета из 84 земље, од којих је 83 тима прошло на светско финале. Универзитет Саратов је однео победничко место, решивши 6 од 10 проблема. Злато су однели Саратов, Јагиелонинан универзитет (Пољска), Технички универзитет у Алтају (Русија) и Универзитет Твенте (Холандија).

### Финале 2007.
Финале 2007. године је одржано у Токио Беју у Јапану, 12. марта исте године. Домаћин те године био је IBM истраживачка лабораторија. Од 6.099 тимова, колико је учествовало на такмичењу, у светско финале ушло је 88 њих. Универзитет у Варшави је однео своју другу титулу, решивши 8 од 10 проблема. Злато су освојили Универзитет у Варшави, Цингуа универзитет (Кина), Санкт Петербург институт за механику и оптику (Русија) и Масачусетс технолошки институт (САД).

### Финале 2008.
ИЦПЦ финале 2008. је одржано у Феирмонт Банф хотелу, у Банфу, 6. априла. Домаћин овог такмичења је био Универзитет из Алберте. Било је 100 тимова у финалу од 6700 тимова који су се такмичили у квалификацијама. Санкт Петербург институт за механику и оптику је освојио своју другу титулу. Масачусетски технолошки институт, Инхевск технички универзитет, и Универзитет у Лавову су такође освојили златну медаљу.

### Финале 2009.
Финале 2009. године је одржано у Стокхолму, Шведска, 18. априла, на кампусу факултета Ројал институт технологије, као и у познатом хотелу Радисон Стренд. Било је 100 тимова из преко 200 региона који су се такмичили за светску титулу. Санкт Петербург Институт за механику и оптику је одбранио своју титулу, освојивши треће првенство. Универзитет Цингуо, Универзитет Санкт Петербург и Универзитет Саратови су добили златне медаље. Овај догађај је сниман уживо, а такође га је подржала телевизија Аксес ТВ.

### Финале 2010.
Финале 2010. одржано у Харбину, Кина. Домаћин је био Универзитет у Харбину. Универзитет у Шангају је освојио прво место. Универзитет у Москви, Национални универзитет у Тајвану и Универзитет у Кијеву су добили златну медаљу.

### Финале 2011.
Финале 2011. године је одржано у Орланду, Флорида, а домаћин такмичења био је IBM који је и спонзор овог такмичења. У првом плану такмичење је требало да се одржи у Шарм ел Шеику, Египат, у фебруару, али је померено због политичких ситуација у то време. Универзитет у Зеијангу је освојио прво место, Универзитет у Мичигену је освојио друго, док су Универзитет у Цингуи и Сенкт Петербург универзитет заузели треће и четврто место освојивши златну медаљу.

### Финале 2012.
Финале 2012. године је одржано у Варшави, у Пољској. Тим из Санкт Петербург института за механику и оптику је допринео свом институту тако што је освојио четврту титулу, што је највећи број освојених титула до тада. Универзитет у Варшави освојио је друго, Институт физике и технологије у Москви треће, а Универзитет у Шангају четврто место освојивши златне медаље.

### Финале 2013.
Финале 2013. године је одржано у Русији где је домаћин био ИТМО.
Ово је листа први 13 тимова:
- Санкт Петербург институт за механику и оптику (злато, 1. место)
- Универзитет у Шангају (злато, 2. место)
- Универзитет у Токију (злато, 3. место)
- Национални универзитет у Тајвану (злато, 4. место)
- Санкт Петербург универзитет (сребро, 5. место)
- Универзитет у Варшави (сребро, 6. место)
- Универзитет у Кијеву (сребро, 7. место)
- Универзитет Белоруски (сребро, 8. место)
- Јагелонски универзитет (сребро, 9. место)
- Универзитет у Москви (бронза, 10. место)
- Универзитет Карнеги Мелон (бронза, 11. место)
- Универзитет у Цингуи (бронза, 12. место)
- Универзитет у Перму (бронза, 13. место).[14][15]

### Финале 2014.
Финале 2014. је одржано у Екатеринбургу, Русија, дана 21. јуна, када је домаћин био Универзитет у Уралу. На овом такмичењу учествовало је 120 тимова од којих је прво место заузео Санкт Петербург универзитет.
Ово је листа награђених универзитета:
Злато
- Санкт Петербург универзитет
- Универзитет у Москви
- Универзитет у Пекингу
- Универзитет у Тајвану

Сребро
- Универзитет у Варшави
- Универзитет у Шангају
- Универзитет у Токију
- Свеучилиште у Загребу

Бронза
- Санкт Петербург институт за механику и оптику
- Универзитет у Цингуи
- Универзитет Коменског

### Финале 2015.
Финале 2015. године одржано је у Маракешу, 16. маја на Универзитету Мухамед V. Последња фаза такмичења је била 20. маја, када се 128 тимова борило за светску титулу. Победник је био руски ИТМО, решивши свих 13 проблема што је било први пут у историји ИЦМ-а.

### Финале 2016.
Финале 2016. је одржано у Пукету (Тајланд) у периоду од 16 до 21. маја. Последња фаза је била 21. истог месеца. Победник овог такмичења је био Санкт Петербург универзитет, решивши 11 од 13 проблема. Друго место однео је Универзитет у Шангају, који је био 7 минута иза СПСУ, такође са 11 решених задатака.

### Финале 2017.
Финале 2017. ће бити одржано у Рапид Ситију (САД), где ће Универзитет Јужне Дакоте бити домаћин такмичења.

## Победници од почетка оснивања ИЦПЦ-а
| Број победа | Земља  | Институција                                   | Година |
| ----------- | ------ | --------------------------------------------- | ------ |
| 6           | Русија | Санкт Петербург институт за механику и оптику | 2015.  |
| 4           | Русија | Санкт Петербург универзитет                   | 2016.  |
| 3           | Кина   | Универзитет у Шангају                         | 2010.  |
| 3           | САД    | Универзитет Станфорд                          | 1991.  |
| 2           | Пољска | Универзитет у Варшави                         | 2007.  |
| 2           | Канада | Универзитет у Вотерлу-у                       | 1999.  |
| 2           | САД    | Институт за технологију у Калифорнији         | 1988.  |
| 2           | САД    | Универзитет у Вошингтону                      | 1980.  |

| Година | Земља           | Институција                                   |
| ------ | --------------- | --------------------------------------------- |
| 2016.  | Русија          | Универзитет Санкт Петербург                   |
| 2015.  | Русија          | Санкт Петербург институт за механику и оптику |
| 2014.  | Русија          | Универзитет Санкт Петербург                   |
| 2013.  | Русија          | Санкт Петербург институт за механику и оптику |
| 2012.  | Русија          | Санкт Петербург институт за механику и оптику |
| 2011.  | Кина            | Универзитет у Зеијангу                        |
| 2010.  | Кина            | Универзитет у Шангају                         |
| 2009.  | Русија          | Санкт Петербург институт за механику и оптику |
| 2008.  | Русија          | Санкт Петербург институт за механику и оптику |
| 2007.  | Пољска          | Универзитет у Варшави                         |
| 2006.  | Русија          | Универзитет у Саратову                        |
| 2005.  | Кина            | Универзитет у Шангају                         |
| 2004.  | Русија          | Санкт Петербург институт за механику и оптику |
| 2003.  | Пољска          | Универзитет у Варшави                         |
| 2002.  | Кина            | Универзитет у Шангају                         |
| 2001.  | Русија          | Универзитет у Санкт Петербургу                |
| 2000.  | Русија          | Универзитет у Санкт Петербургу                |
| 1999.  | Канада          | Универзитет у Ватерлуу                        |
| 1998.  | Чешка Република | Универзитет Карлов у Прагу                    |
| 1997.  | САД             | Харви Муд факултет                            |
| 1996.  | САД             | Универзитет Калифорније (Беркли)              |
| 1995.  | Немачка         | Универзитет Алберз Лудвигс                    |
| 1994.  | Канада          | Универзитет у Ватерлуу                        |
| 1993.  | САД             | Универзитет Харвард                           |
| 1992.  | Аустралија      | Универзитет у Мелбурну                        |
| 1991.  | САД             | Универзитет Станфорд                          |
| 1990.  | Нови Зеланд     | Универзитет у Отагу                           |
| 1989.  | САД             | Универзитет Калифорније (Лос Анђелес)         |
| 1988.  | САД             | Калифорнијски технолошки институт             |
| 1987.  | САД             | Универзитет Станфорд                          |
| 1986.  | САД             | Калифорнијски технолошки институт             |
| 1985.  | САД             | Универзитет Станфорд                          |
| 1984.  | САД             | Универзитет Џонс Хопкинс                      |
| 1983.  | САД             | Универзитет у Небраски                        |
| 1982.  | САД             | Универзитет Бејлор                            |
| 1981.  | САД             | Универзитет Мисури                            |
| 1980.  | САД             | Универзитет у Вашингтону                      |
| 1979.  | САД             | Универзитет Сент Луис у Вашингтону            |
| 1978.  | САД             | Масачусетски технолошки институт              |
| 1977.  | САД             | Универзитет Мичиген                           |

| Број победа | Земља           | Скорија Победа | Године на такмичењу |
| ----------- | --------------- | -------------- | ------------------- |
| 17          | САД             | 1997.          | 36                  |
| 11          | Русија          | 2016.          |                     |
| 4           | Кина            | 2011.          |                     |
| 2           | Пољска          | 2007.          |                     |
| 2           | Канада          | 1999.          |                     |
| 1           | Чешка Република | 1998.          |                     |
| 1           | Немачка         | 1995.          |                     |
| 1           | Аустралија      | 1992           |                     |
| 1           | Нови Зеланд     | 1990           |                     |

## Познати такмичари
Неки од претходник учесника АЦМ-а су тренутно лидери у софтверској индустрији. Међу њима су и Адам Ди Анђело, бивши извршни директор Фејсбука и оснивач Куоре, Николај Дуров, бивши извршни директор vk.com, Матеј Захарија, оснивач Апач Старка, Тони Хсеи, ивршни директор Запоса и први запослени у Гуглу.

### ИЦПЦ блог
- ACMSolver - АЦМ-ИЦПЦ туторијал - одржаван од стране Ахмеда Шамсула Арефина
- Igor's UVa - одржаван од стране Игора Наверниука  Архивирано на веб-сајту  (20. октобар 2016)

### ИЦПЦ тренирање
- Algorithmist
- Kattis
- Light Online Judge
- UVa Online Judge Board
- Caribbean training platform
- CodeChef - одржаван од стране Directi Group
- Competitive Programming Network - RPC